# Rita Marcotulli

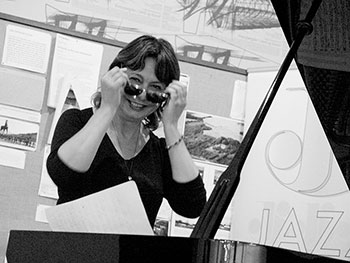
Rita Marcotulli

Rita Marcotulli (* 10. März 1959 in Rom) ist eine italienische Jazzpianistin.

## Leben und Wirken
Marcotulli stammt aus einer musikalischen Familie (eine ihrer Schwestern ist die Sängerin Carla Marcotulli). Sie studierte klassisches Piano am Conservatorio di Santa Cecilia in Rom. Seit den frühen 1980er Jahren ist sie Teil der italienischen Jazzszene und ist mit Chet Baker, Peter Erskine, Steve Grossman, Joe Henderson, Hélène Labarrière, Joe Lovano, Sal Nistico, Kenny Wheeler, Norma Winstone und Andy Sheppard aufgetreten. 1988 und 1989 gehörte sie zur Gruppe von Billy Cobham. Zwischen 1994 und 1997 hat sie mit der Sängerin Maria Pia De Vito im Projekt Nauplia das Verschmelzen von neapolitanischen Liedern und anderen mediterranen Melodien mit Jazz erkundet. Anschließend spielte sie mit Dewey Redman (CD Live in London), aber auch im Quartett von Palle Danielsson (mit Charlie Mariano und Marilyn Mazur). 1996 trat sie im Duo mit Pat Metheny auf, aber auch im Trio mit ihren Klavierkollegen Paul Bley und John Taylor. Sie begleitete den Sänger Pino Daniele und den Liedermacher Gianmaria Testa. Sie wurde auch von Michel Portal und Enrico Rava ins Aufnahmestudio gebeten.
Seit 2006 tritt sie in verschiedenen Formationen mit dem Gitarristen Nguyên Lê auf, z. B. 2006 als Duo und seit 2008 als Nguyên Lê Quartet zusammen mit dem kanadischen Bassisten Chris Jennings und wechselnd mit den Schlagzeugern Danny Gottlieb und Roberto Gatto.
Sie hat Filmmusiken und Komposition für Tanztheater geschrieben. 1987 wurde sie im Poll der Zeitschrift Musica Jazz als bestes Nachwuchstalent ausgezeichnet. 2010 gewann sie den Nastro d’Argento für die beste Filmmusik durch ihre Mitwirkung an Basilicata Coast to Coast.

## Auswahldiskographie
- The Woman Next Door, mit u. a. Enrico Rava, Michel Benita, Carlo Rizzo, Stefano Di Battista, Aldo Romano, 1998
- Night Caller, u. a. mit Nils Petter Molvær, Michel Benita, Jon Christensen
- Koiné, u. a. mit Andy Sheppard, Anja Garbarek, Lena Willemark und Gianmaria Testa, 2002
- The Light Side of the Moon, Solo, 2006
- On the Edge of a Perfect Momen, Duo with Andy Sheppard – 2007
- La Strada Invisible, mit Luciano Biondini, ACT 2014
- Rita Marcotulli, Ares Tavolazzi, Alfredo Golino TrioKàla (Nikolosi 2016)
- Cæcilie Norby, Rita Marcotulli, Nicole Johänntgen, Hildegunn Øiseth, Dorota Piotrowska, Lisa Wulff: Sisters in Jazz (ACT 2019, sowie Marilyn Mazur)